# Benet Salellas i Vilar
Benet Salellas i Vilar   (Girona, 7 d'octubre de 1977) és un advocat i polític català. Fou diputat al Parlament de Catalunya per la CUP en l'onzena legislatura.

## Biografia
És fill de Sebastià Salellas i Magret i germà del periodista Lluc Salellas. Va estudiar a l'escola pública Migdia i a l'Institut Santiago Sobrequés i Vidal de la seva ciutat natal. Es va llicenciar primer en Filologia a la Universitat de Barcelona i després en Dret a la Universitat de Girona. També va iniciar un postgrau en Dret Penal a la Universitat Pompeu Fabra.
Salellas ha exercit com a advocat des del juliol del 2003, sobretot en l'àmbit penal, defensant persones represaliades pel sistema polític. Ha col·laborat amb molts moviments socials, des de l'ecologista fins a l'antiracista, els col·lectius pel dret a l'habitatge o la lluita contra la impunitat de la violència institucional. Ha estat advocat defensor en processos polítics a l'Audiència Nacional com ara l'Operació Estany, el cas de la crema de fotos del rei, la defensa de Tamara Carrasco o dels encausats per encerclar el Parlament de Catalunya el 15 de juny del 2011, així com de víctimes del sistema econòmic en tribunals ordinaris.
En el marc de les eleccions al Parlament de Catalunya de 2015, va ser candidat de la Candidatura d'Unitat Popular - Crida Constituent a la circumscripció de Girona després de ser escollit en primàries, esdevenint diputat al Parlament de Catalunya en les eleccions del 27 de setembre.

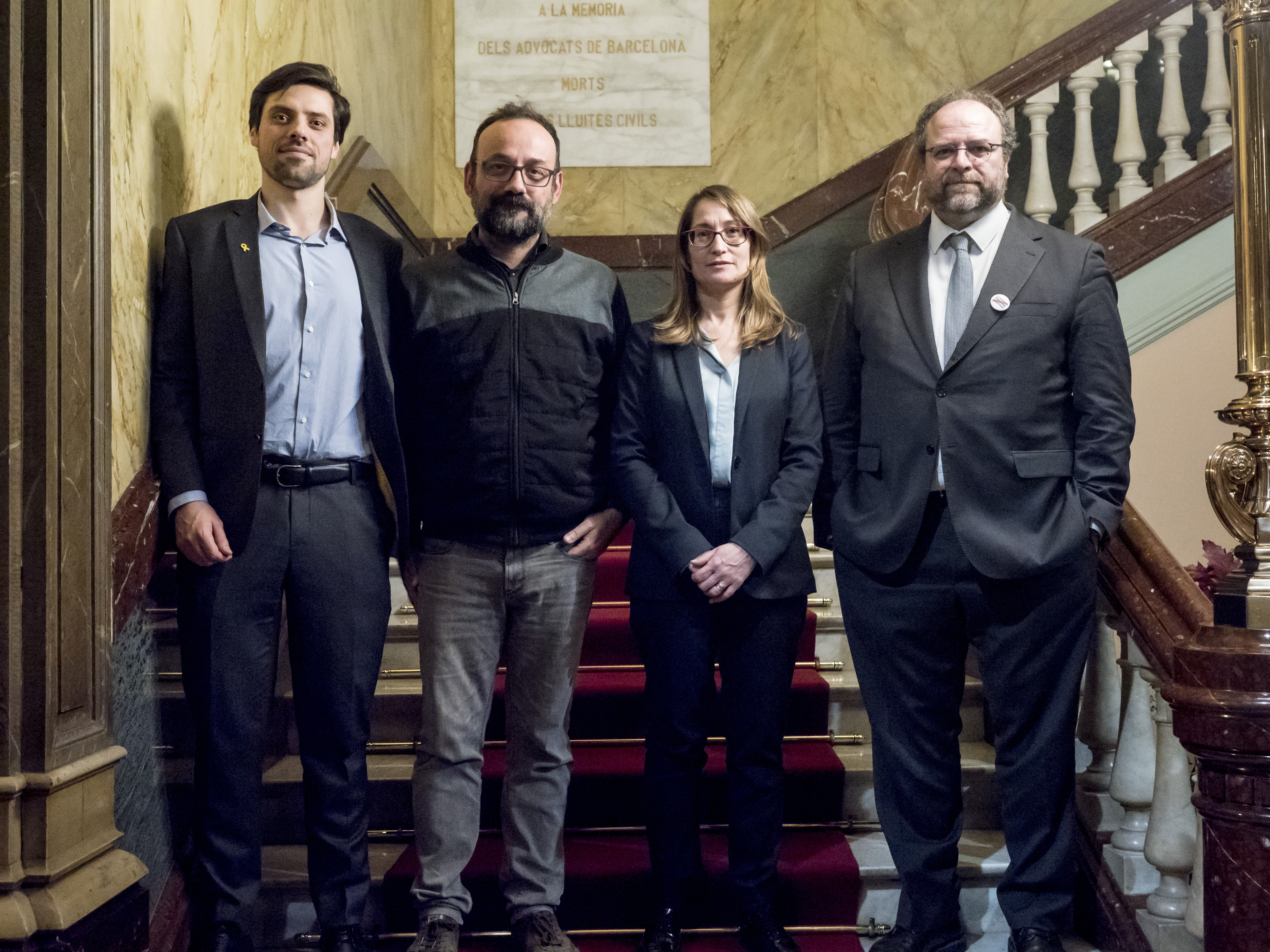
Olivier Peter, Benet Salellas, Marina Roig i Àlex Solà.

En el judici al procés independentista català, fou membre de l'equip de defensa del president d'Òmnium Cultural, Jordi Cuixart, assenyalant «l'escàndol que suposa que en el judici hi hagi Vox» exercint l'acusació particular. L'estratègia de la defensa de Cuixart combinà la denúncia de la vulneració de garanties processals amb la del caràcter polític del judici.

## Obra publicada
Benet Salellas ha participat en diversos llibres col·lectius com Rastros de Dixán. Islamofobia y construcción del enemigo en la era post 11-S (2009), Perspectives (2013), Quan la por canvia de bàndol (2014), Antígona emmordassada, deu anys de repressió política als Països Catalans (2017), Referèndum 2017: la clau que obre el pany (2017) i Amnistia. Propostes per a un debat necessari (2021).
L'any 2018 publicà l'assaig Jo acuso. La defensa en judicis polítics on Salellas reflexiona sobre la història judicial contemporània i exposa exemples d'ús del dret per a eliminar adversaris polítics, amb el focus posat al judici al procés independentista català. El 2024 publicà la crònica En encesa espera, on s'hi recull l'experiència d'una quarantena d'independentistes catalans detinguts en el marc de l'Operació Garzón, prèvia als Jocs Olímpics de Barcelona de 1992.